# Bufo parietalis
Bufo parietalis är en groddjursart som beskrevs av George Albert Boulenger 1882. Bufo parietalis ingår i släktet Bufo och familjen paddor. Inga underarter finns listade.